# حماية الفرد

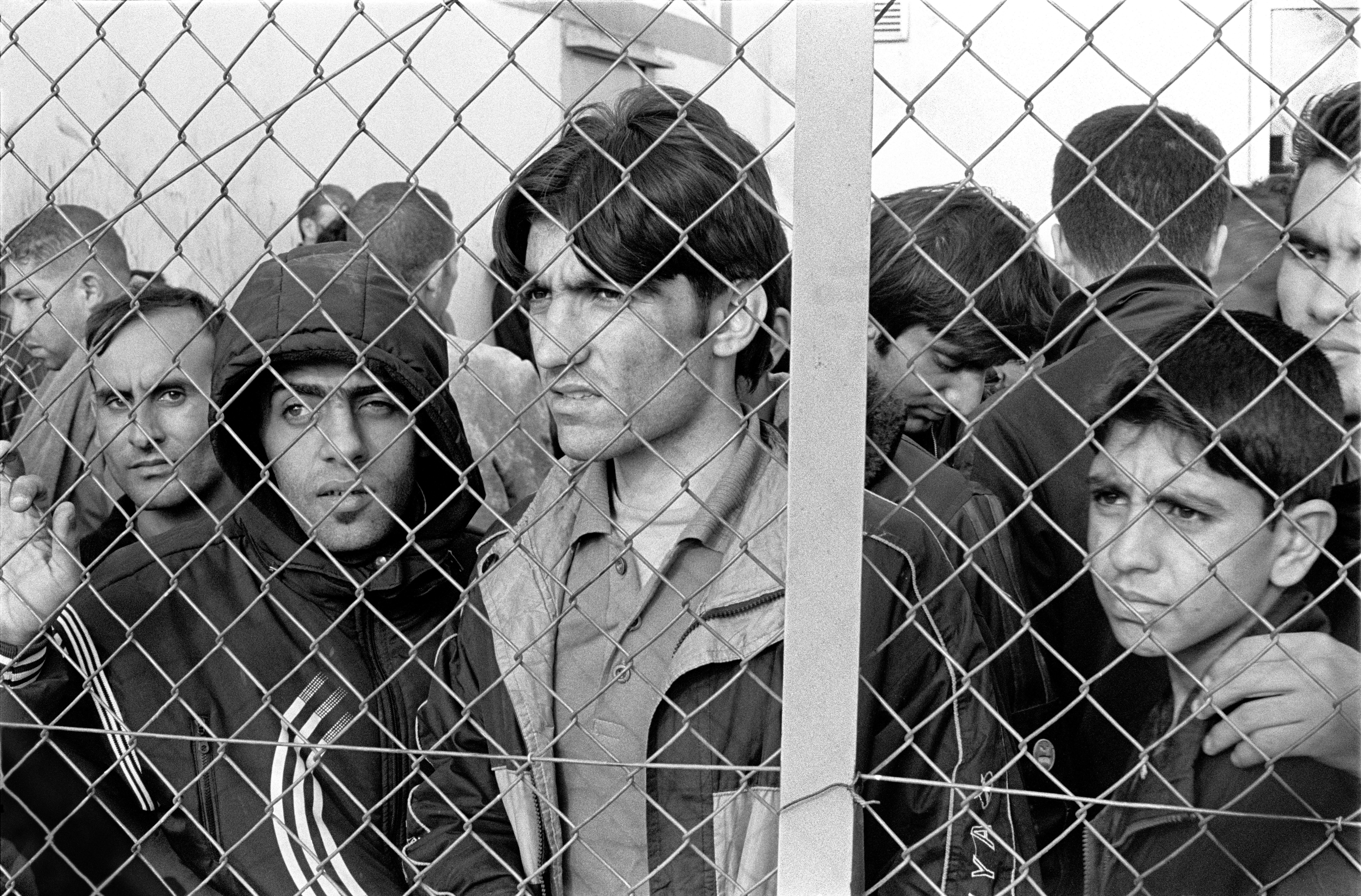
اللاجئين والمهاجرين المقبوض عليهم في مركز احتجاز فيلاكيو، إيفروس، اليونان.

حماية الفرد هو حق أساسي يكفله الإعلان العالمي لحقوق الإنسان، الذي اعتمدته الأمم المتحدة في عام 1948. وهو أيضًا حق من حقوق الإنسان تم ذكره بشكل صريح وحمايته بموجب الاتفاقية الأوروبية لحقوق الإنسان، ودستور كندا، ودستور جنوب افريقيا وغيرها من القوانين حول العالم.
بشكل عام، يرتبط الحق في أمن شخص ما بالحرية ويتضمن الحق، إذا كان أحد مسجونًا بشكل غير قانوني، في سبيل الانتصاف مثل أمر الإحضار. كما يمكن اعتبار أمن الأفراد بمثابة توسيع للحقوق على أساس حظر التعذيب والعقوبة القاسية وغير العادية. يمكن للحق في الأمن الشخصي أن يحذر من السلوك الأقل فتكًا، ويمكن استخدامه فيما يتعلق بحقوق السجناء.

## الأمم المتحدة
تكفل المادة رقم3 من الإعلان العالمي لحقوق الإنسان الحق في الأمان عليه كشخص. في هذه المقالة، تم دمجها مع الحق في الحياة والحرية.
كما تعترف معاهدة الأمم المتحدة والعهد الدولي الخاص بالحقوق المدنية والسياسية (1966) بحق الشخص بامتلاك الأمان على نفسه. وتنص المادة رقم 9 على أن «لكل فرد الحق في الحرية وفي الأمان على شخصه»، ويحظر القسم «الاعتقال أو الاحتجاز التعسفي». ويستمر القسم قائلاً: «لا يجوز حرمان أي شخص من حريتهِ إلا على هذا الأساس ووفقاً للإجراءات التي ينص عليها القانون».

## كندا
تم الاعتراف بالحق في أمن الشخص في كندا في وثيقة الحقوق الكندية في عام 1960. اعترف القسم (أ) من هذا القانون «بحق الفرد في الحياة والحرية وأمن الشخص والتمتع بالممتلكات، والحق في عدم حرمانه إلا بموجب الإجراءات القانونية الواجبة.» ومع ذلك، فإن قانون الحقوق هو نظام أساسي وليس جزءًا من الدستور.
في عام 1982، أضيف إلى الدستور الحق في أمن الشخص. وقد أدرجت في المادة 7 من الميثاق الكندي للحقوق والحريات، التي تنص على أن "لكل فرد الحق في الحياة والحرية والأمان على شخصه والحق في عدم حرمانه إلا وفقاً لمبادئ العدالة الأساسية. " يتألف أمن الشخص في المادة 7 من حقوق خصوصية الجسم وصحته، والحق في حماية «السلامة النفسية» للفرد.
لقد ولّد هذا الحق قانونًا قضائيًا هامًا، حيث تم إضفاء الشرعية على الإجهاض في كندا بعد أن خلصت المحكمة العليا إلى أن لجان الإجهاض العلاجي انتهكت أمن المرأة الشخصي من خلال تهديد صحتها. كما شعر بعض القضاة بأن السيطرة على الجثة هي حق ضمن أمن الشخص، ينتهكه قانون الإجهاض. 
.
كان هناك نقاش داخل المحكمة العليا وبين الأكاديميين حول ما إذا كان أمن الشخص يضمن أيضا بعض الحقوق الاقتصادية. من الناحية النظرية، يتم خرق أمان الفرد إذا ما حددت الحكومة قدرة الشخص على الحصول على دخل، أو رفض الرعاية الاجتماعية، أو نزع الملكية الضرورية لمهنة الفرد، أو رفض الحصول على تراخيص. ومع ذلك، فإن القسم 7 يتعلق في المقام الأول بالحقوق القانونية، لذا فإن هذه القراءة للحقوق الاقتصادية أمر مشكوك فيه. يمكن أن تكوَن العديد من القضايا الاقتصادية أيضًا أسئلة سياسية.

## جنوب إفريقيا
في عام 1996، تبنت حكومة جنوب أفريقيا وثيقة حقوق دستورية اعترفت بحق الشخص في أمنه في القسم رقم 12. وهنا، تم دمجه مع «الحق في الحرية». واصلت المادة 12 تعريف أمن الشخص والحق في الحرية بشكل أكثر شمولاً، بما في ذلك السيطرة الجسدية والسيطرة الإنجابية، والتحرر من التعذيب والعقوبة القاسية وغير العادية والحق في المحاكمة. 
لكل شخص الحق في حريته وأمنه، بما في ذلك الحق:
(أ) ألا يحرم من الحرية تعسفاً أو بدون سبب عادل
(ب) عدم الاحتجاز دون محاكمة
(ج) التحرر من جميع أشكال العنف سواء من المصادر العامة أو الخاصة
(د) عدم التعرض للتعذيب بأي شكل من الأشكال
(هـ) ألا يعامل أو يعاقب بطريقة قاسية أو لا إنسانية أو مهينة.
(2) لكل شخص الحق في السلامة البدنية والنفسية، بما في ذلك الحق
(أ)اتخاذ القرارات المتعلقة بالإنجاب
(ب) الأمن في جسمهم والتحكم فيه
(ج) ألا تخضع للتجارب الطبية أو العلمية دون موافقتهم عن علم.

## تركيا
يضمن دستور تركيا أمن الشخص، إلى جانب الحق في الحرية، في المادة 19، التي سُنت في عام 1982 وتم تعديلها في عام 2001. وتوضح المادة حدود هذه الحقوق في شكل أحكام المحاكم بموجب القانون، مما يسمح بالعقوبات. كما تقيد المادة الاعتقال والاحتجاز في القضايا التي يسمح فيها القاضي بذلك، حيث لا يكون هناك ما يكفي من الوقت لذلك، أو يعتبر الشخص مسؤولاً عن جريمة. ثم يتم إخبار أحد الأشخاص عن سبب اعتقالهم، وسيتم إبلاغ أقاربهم أيضاً بالاعتقال. وأخيراً، تسمح المادة بتعويض الحكومة إذا تم انتهاك هذه الحقوق.

## نيوزلاندا
ويكفل قانون الحقوق النيوزيلندي الذي اعتُمد في عام 1990 «حياة الشخص وأمنه» في الأقسام من 8 إلى 11. تضمن المادة 8 الحق في الحياة إلا عندما يحرمون وفقاً للعدالة الأساسية، في حين يحظر القسم 9 العقوبات القاسية وغير العادية. ويحظر القسم 10 على الشخص أن يخضع للعلاج الطبي ضد إرادته أو إرادتها. وأخيراً، يمنح القسم 11 النيوزيلنديين الحق في عدم تلقي العلاج الطبي.